# Cantone di Venarey-les-Laumes
Il Cantone di Venarey-les-Laumes era una divisione amministrativa dell'arrondissement di Montbard.
A seguito della riforma approvata con decreto del 18 febbraio 2014, che ha avuto attuazione dopo le elezioni dipartimentali del 2015, è stato soppresso.

## Composizione
Comprendeva i comuni di:
- Alise-Sainte-Reine
- Boux-sous-Salmaise
- Bussy-le-Grand
- Charencey
- Corpoyer-la-Chapelle
- Darcey
- Flavigny-sur-Ozerain
- Frôlois
- Gissey-sous-Flavigny
- Grésigny-Sainte-Reine
- Grignon
- Hauteroche
- Jailly-les-Moulins
- Marigny-le-Cahouët
- Ménétreux-le-Pitois
- Mussy-la-Fosse
- Pouillenay
- La Roche-Vanneau
- Salmaise
- Source-Seine
- Thenissey
- Venarey-les-Laumes
- Verrey-sous-Salmaise